# Arena (magasin)
 For alternative betydninger, se Arena. (Se også artikler, som begynder med Arena)
Arena (udgivet fra 1986 til april 2009) var et månedligt livsstilsmagasin målrettet mænd udgivet af Bauer Media Group. Magasinet var britisk, men blev lanceret på licens i en række andre lande.
Stilen skulle være lidt mere afdæmpet i forhold til f.eks. FHM's og Maxims fokus på sex og kvinder. Det blev lukket efter faldende salgstal op gennem 2000'erne.
| Anime eller manga | Spire Denne artikel om medie og kommunikation er en spire som bør udbygges. Du er velkommen til at hjælpe Wikipedia ved at udvide den. |